# Antônio Carlos Rossi Keller

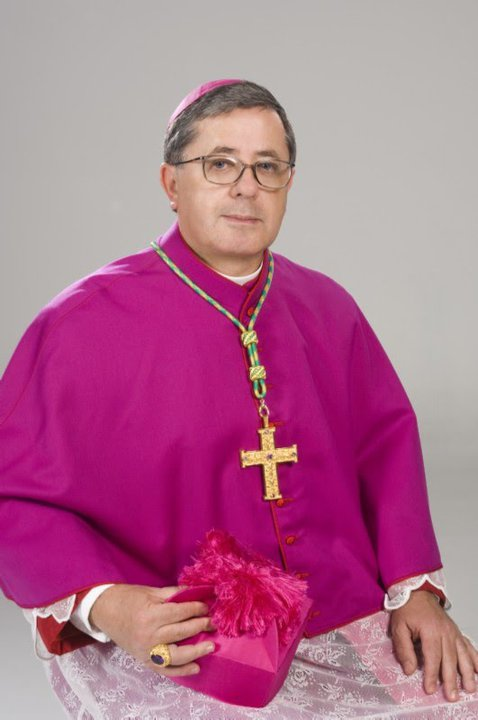
Antônio Carlos Rossi Keller

Wappen von Bischof Antônio Carlos Rossi Keller

Antônio Carlos Rossi Keller (* 23. Februar 1953 in São Paulo, Brasilien) ist ein brasilianischer Geistlicher und römisch-katholischer Bischof von Frederico Westphalen.

## Leben
Antônio Carlos Rossi Keller empfing am 24. Juni 1977 durch den Erzbischof von São Paulo, Paulo Evaristo Kardinal Arns OFM, das Sakrament der Priesterweihe.
Am 11. Juni 2008 ernannte ihn Papst Benedikt XVI. zum Bischof von Frederico Westphalen. Der Erzbischof von São Paulo, Odilo Pedro Kardinal Scherer, spendete ihm am 2. August desselben Jahres die Bischofsweihe; Mitkonsekratoren waren der Erzbischof von Porto Alegre, Dadeus Grings, und der Weihbischof in São Paulo, Joaquim Justino Carreira.